# 키스 더 걸
《키스 더 걸》(영어: Kiss the Girls)은 미국에서 제작된 게리 플레이더 감독의 1997년 네오누아르 심리 스릴러 영화이다. 모건 프리먼, 애슐리 저드, 케리 엘위스 등이 출연하였고, 데이비드 브라운 등이 제작에 참여하였다.
속편 《스파이더 게임》(2001)으로 이어진다.

## 줄거리
워싱턴 D.C. 형사이며 법심리학자인 앨릭스의 대학생 조카가 카사노바(캐서노바)라는 별칭을 쓰는 연쇄 살인범에게 납치된다. 의사이며 킥복싱을 연마한 케이트는 카사노바에게 붙잡혔다가 탈출한 뒤 앨릭스와 공조하여 카사노바의 뒤를 쫓는다.

## 출연
- 모건 프리먼 - 앨릭스 크로스 형사 역
- 애슐리 저드 - 케이트 맥티어넌 의사 역
- 케리 엘위스 - 닉 러스킨 형사 역
- 앨릭스 맥아더 - 데이비 사이크스 형사 역
- 빌 넌 - 존 샘프슨 형사 역
- 제러미 피븐 - 헨리 카스티요 형사 역
- 브라이언 콕스 - 햇필드 경찰서장 역
- 제이 O. 샌더스 - FBI 요원 카일 크레이그 역
- 토니 골드윈 - 윌리엄 루돌프 의사 역
- 로마 마피아 - 로코 의사 역
- 리처드 T. 존스 - 세스 새뮤얼 역
- 지나 러베라 - 나오미 크로스 역
- 타티아나 알리 - 저넬 크로스 역
- 미나 서바리 - 코티 피어스 역
- 애나 마리아 호스퍼드 - 비키 크로스 역

## 기타 제작진
- 배역: 데버라 어퀼라, 제인 섀넌스미스
- 미술: 넬슨 코츠
- 의상: 애비게일 머리
- 음악 감독: 피터 애프터먼

## 우리말 녹음
| MBC 성우진 (2000년 7월 1일) - 김기현 - 앨릭스 크로스 (모건 프리먼) - 이미자 - 케이트 맥티어넌 (애슐리 저드) - 안지환 - 닉 러스킨 (케리 엘위스) - 김용준 - 윌리엄 루돌프 (토니 골드윈) - 권혁수 - 기경옥 - 이종오 - 신성호 - 김혜경 - 변종필 - 엄태국 - 장성호 - 김아영 - 한수림 - 김서영 - 김지영 - 배정민 - 표영재 | SBS 성우진 (2004년 4월 18일) - 김병관 - 앨릭스 크로스 (모건 프리먼) - 윤소라 - 케이트 맥티어넌 (애슐리 저드) - 박조호 - 닉 러스킨 (케리 엘위스) - 송준석 - 윌리엄 루돌프 (토니 골드윈) - 홍승섭 - 데이비 사이크스 (앨릭스 맥아더) - 민응식 - 카일 크레이그 (제이 O. 샌더스) - 정동열 - 존 샘프슨 (빌 넌) - 김용식 - 햇필드 (브라이언 콕스) - 홍승옥 - 조영호 - 정남 - 정현경 - 윤세웅 - 이현주 - 표영재 |  |